# بیل‌پا
بیل‌پا (نام علمی: Scaphiopus) نام یک سرده از راسته قورباغه است.